# 더마오역
더마오역(중국어: 德茂站)은 중국 베이징시 다싱구 주궁 지구 104국도 량펑관취교 북쪽에 위치한 베이징 지하철 8호선의 지하철역으로 2018년 12월 30일 8호선 3·4단계 개통과 함께 개장했다.

## 위치
더마오역은 남6환 외부에 있으며, 104번 국도를 따라 서북-동남으로 배치되었다.

## 구조
더마오역은 고가역으로 개·증축 중인 104국도에 배치됐다. 더마오역 북쪽의 인접한 역인 우푸탕역은 지하역으로, 노선은 남쪽으로 5환로를 벗어나 우푸탕역에서 고가 선로로 바뀌어 더마오역이 신설되었다.
역은 총 3층으로 이중 2층은 대합실, 3층은 섬식 승강장이다.2층 대합실은 육교를 통해 도로 양쪽 출구로 연결된다.
| 3층 승강장 | ←                               | ■ 8호선 주스커우 방면 (우푸탕)  |
| 3층 승강장 | 섬식 승강장, 왼쪽 출입문이 열림 |                                 |
| 3층 승강장 | →                               | ■ 8호선 잉하이 방면 (시·종착역) |
| 2층        | 대합실                          | 고객 센터, 자동매표기, 개집표기 |
| 지면층     | 가도                            | A-B출구                         |

## 출구
|                         |                |  |  |
| 출구                    | 출구 인근      |  |  |
| 出口 · A · 1            | 징푸로(京福路) |  |  |
| 出口 · A · 2            | 징푸로(京福路) |  |  |
| 出口 · B · 1            | 징푸로(京福路) |  |  |
| 出口 · B · 2            | 징푸로(京福路) |  |  |
| 아이콘 설명: 엘리베이터 |                |  |  |